# 肖宇梁
肖宇梁（シャオ・ウリョウ、1995年1月23日 - ）は、中国の俳優、ダンサー、歌手である。甘粛省天水市出身。

## 略歴
甘粛省天水市に生まれ、2018年四川大学芸術学部を卒業後、中央民族大学舞踊学専攻修士課程に入学。
2016年1月12日に男性アイドルグループ「ZERO-G」のメンバーとしてデビュー。 2017年4月に放送が始まった「擇天記」で俳優として初出演。

## テレビドラマ
- 「擇天記 〜宿命の美少年〜」（英語：Fighter of the Destiny、2017年4月、湖南衛視）－庄換羽　役[3][4]
- 「沙海」（中国の冒険ファンタジー小説「盗墓筆記」シリーズからドラマ化された作品、英語：Tomb of the Sea、2018年7月、テンセントビデオTencent Video）－張起霊　役[5]
- 「彼の笑顔」（2019年6月20日）－啓太　役[6]
- 「反骗天下」（英語：Anti-Fraud League、2019年12月、テンセントビデオTencent Video）－米若　役[7]
- 「終極筆記」（中国の冒険ファンタジー小説「盗墓筆記」シリーズからドラマ化された作品、英語：Ultimate Note、2020年12月10日、アイチーイーiQIYI）－張起霊　役[8]
- 「姻縁大人請留歩」（放送予定）－許云川　役[9]
- 「世界上另一个你」（日本語：この世にもう一人のあなた、放送予定）－馬子軒　役

## 音楽

### ソロ曲
- 「夜街」（発売日：2020年6月6日、言語：中国語）
- 「婆娑」（発売日：2022年3月20日、言語：中国語）

### ユニットEP
- 「Zero Gravity」（発売日：2016年1月4日、言語：中国語）[10]

## バラエティー番組
| 年     | 日付    | テレビ局 | 番組名         | 備考                       |
| ------ | ------- | -------- | -------------- | -------------------------- |
| 2016年 | 3月31日 |          | 炫動音楽前線   | 番組ゲスト                 |
| 2016年 | 4月27日 |          | 小鮮肉拿走不謝 | 番組ゲスト                 |
| 2016年 | 7月30日 |          | 青春総動員     | ZERO-Gのメンバーとして参加 |
| 2020年 | 4月2日  |          | 跟我走吧朋友   | 出演者                     |

## 写真集
- Owhat肖宇梁写真集（2021年7月10日）